# Ranixalidae
Ranixalidae là một phân họ động vật lưỡng cư trong bộ Anura. Phân họ này chỉ có 1 chi đơn nhất Indirana với 10 loài. Chúng đều là loài đặc hữu của Ấn Độ.

## Phân loại học
Phân họ Ranixalidae gồm các chi loài sau:
Chi Indirana, (Laurent, 1986)
- Indirana beddomii (Günther, 1876).
- Indirana brachytarsus (Günther, 1876).
- Indirana diplosticta (Günther, 1876).
- Indirana gundia (Dubois, 1986).
- Indirana leithii (Boulenger, 1888).
- Indirana leptodactyla (Boulenger, 1882).
- Indirana longicrus (Rao, 1937).
- Indirana phrynoderma (Boulenger, 1882).
- Indirana semipalmata (Boulenger, 1882).
- Indirana tenuilingua Rao, 1937.